# Boxty
Le boxty est une sorte de crêpe de pomme de terre. C'est un mets traditionnel de la cuisine irlandaise. 
Comme beaucoup de plats traditionnels, le boxty se décline selon plusieurs recettes. La version la plus courante se compose de pomme de terre crue râpée, de purée de pomme de terre, de babeurre et quelquefois d’œuf.
Le mélange est frit à la poêle de la même façon qu’une crêpe. 
Ce plat est originaire du nord du Connacht et du sud de l’Ulster et tout particulièrement des comtés de Cavan et de Leitrim.